# Teorema di Jung
Il teorema di Jung in geometria è un teorema riguardante la distribuzione di punti nel piano. Venne formulato nel 1901 dal matematico tedesco Heinrich Jung.

## Enunciato
In un insieme di punti nel piano, sia {\displaystyle d} il diametro geometrico di esso, ovvero la distanza tra i due punti più lontani tra di loro. Il teorema stabilisce che l'insieme di punti può essere contenuto in un cerchio di raggio non maggiore di {\displaystyle {\frac {d}{\sqrt {3}}}}.

## Generalizzazioni
In tre dimensioni, il raggio della sfera massima si ottiene con {\displaystyle {\sqrt {6}}{\frac {d}{4}}}. Inoltre per qualunque dimensione {\displaystyle n}, il raggio massimo della n-sfera contenente i punti è {\displaystyle d{\sqrt {\frac {n}{2(n+1)}}}}.